# GTS Finnjet
GTS Finnjet var en cruisefærge bygget af Wärtsilä Marine i 1977. Hun leveredes til Enso-Gutzeit og sattes samme år ind på Finnlines trafik mellem Helsingfors og Travemünde. Finnjet var da verdens hurtigste og største bil- og passagerfærge. Hun var udrustet med både gasturbiner og dieselmotorer. Sidstnævnte installeredes i 1982 på grund af den daværende oliekrise.
I 1986 solgtes Finnjet til Effoa, og et år senere overtog Silja Line trafikken. I stedet for det mørkeblå skrog og den hvide overbygning maledes hun ved samme anledning helt hvid. I 1994 var Finnjet med i eftersøgningen efter overlevende fra Estonia-katastrofen. I slutningen af 1990'erne og starten af 2000'erne sejlede Finnjet minicruises mellem Finland og Estland og mellem Helsingfors/Skt. Petersborg–Tallinn–Rostock. Vinteren 2004–2005 var hun oplagt i Rostock.
I efteråret 2005 udchartredes hun som flotel til de hjemløse efter orkanen Katrinas hærgen. I juni 2006 afgik hun til Freeport, Bahamas, hvor skibet ventede på nye opgaver. Efter en række forgæves forsøg på at ombygge skibet med henblik på videre drift som cruisefærge, solgtes hun i 2008 til skrot. De nye ejere var dog villige til at sælge hende videre til fortsat drift, men forhandlingerne strandede og Finnjet ligeså, da hun til sidst måtte begive sig ud på sin sidste rejse til stranden i Alang i Indien. Finnjet-entusiaster forsøgte forgæves at redde hende, og ophugningen begyndte den 12. september 2008. Et år senere var skrotningen stadigvæk ikke bragt til ende. Skroget, som var bygget til både høj fart og sejlads i tyk is, var fortsat meget modstandsdygtigt.

## Galleri
- Finnjet i sin oprindelige bemaling.
- Model af Finnjet i Silja Line-bemalingen.
- Finnjet under vintersejlads i den finske skærgård.